# لا شيء يهم (فلم)
لا شيء يهم هو فيلم سينمائى درامى مصرى من إنتاج 1975 إخراج: حسين كمال وتأليف: إحسان عبد القدوس وتمثيَل: زبيدة ثروت، نور الشريف، صلاح قابيل، ناهد يسري، أشرف عبد الغفور، توفيق الدقن.

## قصة الفيلم
محمد (نور الشريف) وحلمى (أشرف عبد الغفور) وتوفيق (صلاح قابيل) ثلاثة أصدقاء، كل فرد منهم مختلف تمام الأختلاف عن الآخر، ينعمون بالصداقة، محمد بوهيمى غير عابئ بأى مسئولية، ولا يستطيع أن يتحمل أي تكليف جديد كبير أو صغير يتزوج من زميلته سناء (زبيدة ثروت)، التي يحبها منذ طفولته، والممثلة في المسرح الذي يعمل به، لكنه سرعان ما يتركها عندما تخبره أنها حامل منه ويهرب إلى الإسكندرية، أما حلمى فهو مهندس يصر على تنفيذ ما يراه صحيحًا والتي قد لا تعجب رؤسائه، يتحدى الاخطار.. يستطيع المواجه والإقناع، يرفض الدجل الفكرى، يحتقر كمال (محمد وفيق) اليسارى بعد أن كان من مريديه، بينما الصديق الثالث توفيق مثال آخر مخالف ومضاد لهما، فهو انتهازى وصولى لا يعبأ بشئ، يعرف كيف يتسلق أكتاف الآخرين ويستخدم كل شئ لصالحه. يتغير محمد ويعود إلى زوجته، بعد أن أنقذ شابًا من الغرق، ويستكملان الحياة، أما توفيق فإنه يستمر في ممالئة رؤساءه.

## القصة الكاملة
ثلاثة من الأصدقاء محمد و حلمى و توفيق، مختلفون تماماً بتوجهاتهم وطموحهم فالأول محمد وجدى (نور الشريف) ممثل مسرحى بوهيمى، لاشئ يهم بالنسبة له، ويحب زميلته بالمسرح سناء (زبيدة ثروت) ويمثل معها في الحياة كل الأدوار بما فيها الأقدام على الزواج، لكنه لايتزوجها ابدا، حتى تدخل الكاتب المسرحى عم صادق (عدلى كاسب) ليدخل في اللعبة ويمثل دور الأب ويورطه في الزواج بسناء ولكن محمد يستمر على بوهيميته، وعدم تقديره للمسئولية بعد ان أصبح زوجا. وكان محمد يتساهل في نصيبه بالبيت الذي تركه والده، مكتفيا بما يأخذه من أخته فاطمة (إحسان القلعاوى) وزوجها عبد الله (حسين قنديل) والذين رفضا زواجه من ممثلة. فوجئ محمد بحمل زوجته سناء فيتركها ويهرب للأسكندرية. والثانى حلمى (أشرف عبد الغفور) مهندس معماري متمسك بالأخلاق والمبادئ السوية ويرفض الرشوة، وطلب رؤساءه بالغش في مواد البناء، مما يعرضه لسخط الجميع ولكنه يؤمن بأفكار البوليتارى الاشتراكى كمال (محمد وفيق) ويحب أخته نوال، التي تدفعه لخطبتها من أخيها، الذي يرفضه لأنه من طبقة أقل، فيكتشف ان كمال برجوازى، يظهر عكس مايبطن، منحرف الأخلاق، وسيد للنفاق الاجتماعى. يتعرف حلمى بالمطلقة تحية (ناهد يسرى) التي تركت زوجها لقبوله الرشوة، وأقام معها علاقة محرمة، ويحاول حلمى الاعتراض على بناء مصنع بالمخالفة لمواصفات البناء، فيتم اتهامه بالاعتداء على العمال ومنعهم من اداء عملهم، ويتم إيقافه عن العمل. يطلب حلمى من تحية الزواج، لكنها تفضل العودة لزوجها بعد ان أصبح ثريا. والثالث كان توفيق (صلاح قابيل) مهندس متسلق وانتهازى، يجمع المعلومات عن رئيس الشركة وينافقه حتى يتسلق على أكتاف زملاءه، فعلها مع الرئيس عبد الكريم (انور مدكور) وخطب إبنته منى (سناء يونس) وتلقى عدة علاوات، حتى تم إقالة عبد الكريم، وحل محله المهندس محمود فكرى (توفيق الدقن) ففعل معه نفس الشئ وخطب إبنته منيره (ماجده حماده) وورطه في عملية نصب أطاحت به من الشركة. شاهد محمد طفلا يغرق فشعر بمسئوليته نحوه، وتمكن من إنقاذه، وتتغير مفاهيمه السابقة، بعد إحساسه بالأبوة القريبة، واصبح كل شئ مهم، وعاد لزوجته ليتحمل مسئوليتها مع ابنه الصغير. وقع المصنع على رأس العمال، وتم القبض على جميع المسئولين، واستدعاء حلمى وتعيينه في منصب مهم بعد ان ثبت للجميع نظافة يده واستقامته. بينما بحث توفيق عن معلومات عن الرئيس الجديد، ليستطيع ان ينافقه، ليتسلق على أكتاف زملاءه.

## طاقم العمل
- زبيدة ثروت... سناء
- نور الشريف... محمد وجدي
- صلاح قابيل... توفيق
- ناهد يسري... تحية
- أشرف عبد الغفور... حلمي
- توفيق الدقن... محمود فكري
- عدلي كاسب... صادق
- إحسان القلعاوي... أخت محمد
- حسين الشربيني... '
- محمود كامل... '
- سناء يونس... منى
- فاروق نجيب... '
- وفيق فهمي... الصاغ رفعت
- محمد وفيق... كمال
- حسين قنديل... عبد الله
- عبد الغني النجدي... '
- سعيد خليل... '
- علية عبدالمنعم... '
- سمير ولي الدين... '
- محمود الزهيري... '
- عبدالعظيم كامل... رحمي
- حسن حسني... مصطفى
- عزت المشد... '
- أنور مدكور... عبد الكريم بك
- طوسون معتمد... مدبولي
- حسن عابدين... المخرج المسرحي منير
- عمران بحر... '
- حللي محمد... حللي
- حسن توتاله... '
- توفيق الكردي... '
- محمد حمدي... '

## روابط خارجية
- مقالات تستعمل روابط فنية بلا صلة مع ويكي بيانات

- صفحة الفيلم على موقع السينما